# 天道盟濟公會
天道盟濟公會，是臺灣漢族三大犯罪組織之一的天道盟旗下的分會。因其發起者蕭澤宏的綽號「蕭濟公」、「瘋濟公」而得名。

## 簡介
天道盟濟公會發起人蕭澤宏為臺北市北投區閩南人，早年混跡江湖，1970年代就已經成為臺北縣（今新北市）的三重、蘆洲的黑幫大哥，成立「雲霄會」，勢力擴張到士林、北投。
一清專案時，蕭澤宏被捕入獄。當時獄中，占多數的本省人兄弟受到較少數的外省人幫派竹聯幫欺凌。1986年蕭澤宏與文山、新店的「羅福助」、基隆「吳桐潭」、中和「李博熙」、萬華的「謝通運」、新竹「林敏德」、高雄左營「陳賢明」等在土城看守所與其他角頭串聯結盟「替天行道」，組成天道盟。蕭澤宏當時因為其他案件被關押於龜山監獄，由監誓人羅福助代表宣誓，在眾人分監之後，傳教、佈道似地，傳遍全台各地的職訓中心、管訓隊、監所，各獄中的老大紛紛響應，以「天道自在人心，是非自有公論」及「不歸竹（聯），便歸天（道）」作為格言；此後有高雄「楊登魁」、台中「侯貴生」、台北大同「鄭仁治」、台北公館「林應明」、雲林「林清標」等全台各地角頭先後加入共組「天道盟」。
1990年6月蕭澤宏假釋出獄後，在台北市大安區成立「濟公會」，並於三重開設賭場維持收入來源，其勢力擴張到大台北地區的士林、北投、萬華、板橋、新莊、五股、林口及桃園等地區；原雲霄會交予雲林籍大哥林清標處理。
蕭澤宏在1996年8月前往台北市萬華區廣州街由崛江町角頭所經營的「紅花閣餐廳」參與宴席時，因友人（綽號「芋粿」）的下厝庄角頭與鄰桌（綽號「神經明」）的華山幫角頭發生衝突，雙方不歡而散；蕭澤宏即刻前往附近之「大帥清茶館」，召集手下賴○樺、高○勝（行動組組長）、「阿源」、「細漢川」、「鐵人」等人持槍前往談判。蕭澤宏等人抵達紅花閣餐廳樓下時，恰遇「神經明」等一行人。蕭澤宏欲前去理論，遭「神經明」手下開槍射擊；蕭澤宏一夥旋即開槍反擊，當場擊傷「神經明」的手下黃○榕等人，並波及路人多名；案發後雙方人馬各自逃離現場。該槍擊事件讓蕭澤宏被執法單位列為治平專案對象。
2005年間，濟公會是三重一帶勢力最大的角頭組織；有著創盟元老身分的蕭澤宏，在天道盟內部有支配全局的實力與聲望；因此，在盟主「圓仔花」鄭仁治推舉下，蕭澤宏被各方視為天道盟第三任盟主接班人。2008年初，蕭澤宏正式接任天道盟第三任盟主。
2008年10月，警方查獲濟公會成員涉及中華職棒米迪亞暴龍隊的職棒簽賭案（黑米事件），多名成員遭逮捕。
2009年7月，台北市一起工程禿鷹案，台北市政府警察局在台北市光復南路的天道盟濟公會重要據點逮捕天道盟不倒會林姓會長、天道盟太陽會溫姓角頭、陳姓角頭等多名天道盟重要成員。
2019年2月7日，蕭澤宏因肺腺癌病逝，享壽69歲；3月，幫眾在捷運蘆洲站對面為他設置靈堂，並掛上「天道自在人心，是非自有公論」做為輓聯，悼念此位老大的一生。
2021年4月12日  濟公會八里分會林姓會長在八里公司外遭人近距離開槍射殺；2022年1月25日(週二拂曉) 辦案警方兵分多路，逮捕涉及槍擊命案的幕後主使者，天鳴會李姓會長及5名幫眾；該案牽涉八里台北港等多地的砂石土方利益之衝突。

## 歷任會長
- 首任：蕭澤宏（蕭濟公）已故
- 現任：睿仔

## 高層幹部
- 八里分會:林文章(八哥)已故，經營砂石、賭場。
- 玉麟會
- 德林分會：亮哥（姓李），經營土地、賭場。
- 花蓮分會：謝聰敏（敏哥），經營砂石。
- 中山分會：黃俊沼。

- 土城分會[8]